# In Between Dreams
In Between Dreams é o terceiro álbum de estúdio do cantor e compositor norte-americano Jack Johnson, lançado pela Brushfire Records nos Estados Unidos em 1 de março de 2005. Em 10 maio de 2006, o álbum já havia vendido cerca de 2.1 milhões de cópias nos EUA.[carece de fontes?]

## Capa do álbum
A capa do álbum mostra um mangifera, referente a Mango Tree (mangueira em inglês), estúdio onde o álbum foi gravado. Também a uma referência a mango tree na canção "Better Together."

## Faixas
Todas as músicas compostas por Jack Johnson, com algumas exceções.
| CD  |                                                        |         |  |
| N.º | Título                                                 | Duração |  |
| 1.  | "Better Together"                                      | 3:27    |  |
| 2.  | "Never Know"                                           | 3:32    |  |
| 3.  | "Banana Pancakes" (Alanna Palladino)                   | 3:12    |  |
| 4.  | "Good People"                                          | 3:28    |  |
| 5.  | "No Other Way"                                         | 3:09    |  |
| 6.  | "Sitting, Waiting, Wishing"                            | 3:03    |  |
| 7.  | "Staple It Together" (Johnson, Merlo Podlewski)        | 3:16    |  |
| 8.  | "Situations"                                           | 1:17    |  |
| 9.  | "Crying Shame"                                         | 3:06    |  |
| 10. | "If I Could"                                           | 2:25    |  |
| 11. | "Breakdown" (Jack Johnson, Dan Nakamura & Paul Huston) | 3:32    |  |
| 12. | "Belle"                                                | 1:43    |  |
| 13. | "Do You Remember"                                      | 2:24    |  |
| 14. | "Constellations" (Platt)                               | 3:21    |  |

## Posições nas paradas
| Críticas profissionais | Críticas profissionais |
| Avaliações da crítica  | Avaliações da crítica  |
| Fonte                  | Avaliação              |
| ---------------------- | ---------------------- |
| Allmusic               | [ 1 ]                  |
| Blender                | [ 2 ]                  |
| Entertainment Weekly   | (B)                    |
| Mojo                   | [ 4 ]                  |
| The New York Times     | (Médio)                |
| PopMatters             | (6/10)                 |
| Q                      | [ 7 ]                  |
| Rolling Stone          | [ 8 ]                  |
| Spin                   | D+                     |
| The Village Voice      | (favorável)            |

| Ano  | Paradas de sucesso          | Posição |
| ---- | --------------------------- | ------- |
| 2005 | Austrália ARIA Albums Chart | 1       |
| 2005 | Billboard 200               | 2       |
| 2005 | Top Canadá Albums           | 3       |
| 2005 | Mundo Top Internet Albums   | 2       |
| 2006 | Billboard 200               | 2       |
| 2006 | Mundo Top Internet Albums   | 64      |

## Certificações
| País           | Certificador | Certificação |
| -------------- | ------------ | ------------ |
| Austrália      | ARIA         | 3× Platina   |
| Brasil         | ABPD         | Ouro         |
| Canadá         | Music Canada | 3× Platina   |
| Japão          | RIAJ         | Ouro         |
| Reino Unido    | BPI          | 5× Platina   |
| Estados Unidos | RIAA         | 2× Platina   |